# Hydractinia calderi
Hydractinia calderi är en nässeldjursart som beskrevs av Bouillon, Medel och Peña-Cantero 1997. Hydractinia calderi ingår i släktet Hydractinia och familjen Hydractiniidae. Inga underarter finns listade i Catalogue of Life.